# Сабору
Сабору(яп. サボる) – це японський сленг на позначення лінощів щодо роботи, навчання тощо. Синонім до слова «лінь».
У Японії слово «саботаж» («サボタージュ») використовується у значенні «страйк як форма трудового протесту» або «ледарювання». Спочатку його скоротили до «サボ» («сабо»), а згодом воно стало використовуватися як дієслово  «サボる» («сабору»).
Етимологія походить від французького слова «sabotage» , проте воно має ширше значення, ніж японські «サボタージュ» (саботаж) чи «サボる» (ухилятися). У французькій та англійській мовах «sabotage» охоплює як «サボる» (повільна робота, зупинка процесу), так і загальні акти перешкоджання або ж руйнування,  зокрема — умисне пошкодження виробничого обладнання під час трудових конфліктів.

## Огляд
Французьке слово «саботаж» походить від слова «sabot» — дерев’яного взуття. Існують такі теорії походження цього терміна: 
- Робота в дерев’яних черевиках негативно впливала на ефективність праці;
- Що робітники били машини дерев’яними черевиками, аби не працювати;
- Коли машини погано виконували свою роботу, їх били дерев’яним взуттям;
- Навмисне пошкодження машин дерев’яним взуттям(найпоширеніша версія).

У Японії слово «сабору» використовувалося ще в епоху Тайшьо. Характерною рисою саме цього періоду були трудові страйки та саботаж. Існує версія, що використання слова «саботаж» у контексті ухилення від роботи почало набувати популярності після публікації у 1920 році (9-й рік Тайшьо) книги Мурашіми Каєюкі «Саботаж — справжня суть страйку на суднобудівному заводі Кавасакі» (яп.『サボタージユ—川崎造船所怠業の真相』) (ISBN 4-7601-2614-7).
З 1970-х по 1990-ті роки учні та студенти замість «сабору» (ухилятися, прогулювати) часто вживали «фукеру» (ふける) — у значенні «втікати з занять» або ж «прогулювати».
Спочатку слово «фукеру» означало «втікати». Лише згодом у контексті прогулювання уроків це слово за своїм значенням наблизилося до «сабору» - «прогулювати» або «ухилятися від зобов’язань»
У своїй праці «Learning to Labour: How Working Class Kids Get Working Class Jobs» (яп.『ハマータウンの野郎ども』) Пол Вілліс зазначає, що відмежування робітників, які займаються фізичною працею, від свого керівництва чи компанії(у формі саботажу), є подібним до того, як діти з нижчих верств робітничого класу відмежовуються від учителів і школи, ігноруючи освітній процес. Він стверджує, що саботаж є одним із способів, за допомогою якого діти вчаться бути самостійними та незалежними.

## Граматика
Це слово утворене шляхом безпосереднього приєднання закінчення п’ятистопного дієвідмінювання ра-ряду (яп. "ラ行五段活用") до частини запозиченого іменника «サボタージュ» ("саботаж"), у результаті чого утворюється нове дієслово. У японській мові запозичення здебільшого виступають у ролі іменників — це стосується і китайських слів (漢語). Щоб перетворити їх на дієслова, традиційно додається дієслово «する» (наприклад, 行動する – вжити заходів, アップロードする – завантажити). Тому така методика творення слова (без використання «する») є досить винятковою.
Перелік подібних дієслів:
- 「ダブる」(від double, означає «подвоюватися»),
- 「トラブる」(від trouble, означає «мати проблеми»),
- 「ミスる」(від miss, означає «помилятися»),
- 「ハモる」(від harmony, означає «гармоніювати»).

## Культура прогулів
У Польщі щорічно 21 березня відзначається «День прогульника» (пол. «Dzień wagarowicza»), під час якого учням традиційно надається дозвіл не відвідувати навчальні заклади. У деяких японських компаніях запроваджується система «прогулів», щоб працівники знайшли сили для відновлення. Однак через негативне сприйняття прогулів, подібних ініціатив досить мало.

### Пояснення
1. ↑  В англійській мові, наприклад, коли говорять «прогулювати заняття» (授業をサボる), використовують вирази cut school, cut classes тощо.

## Пов’язані статті
- Прокрастинація